# کارن نازاریان (دیپلمات)

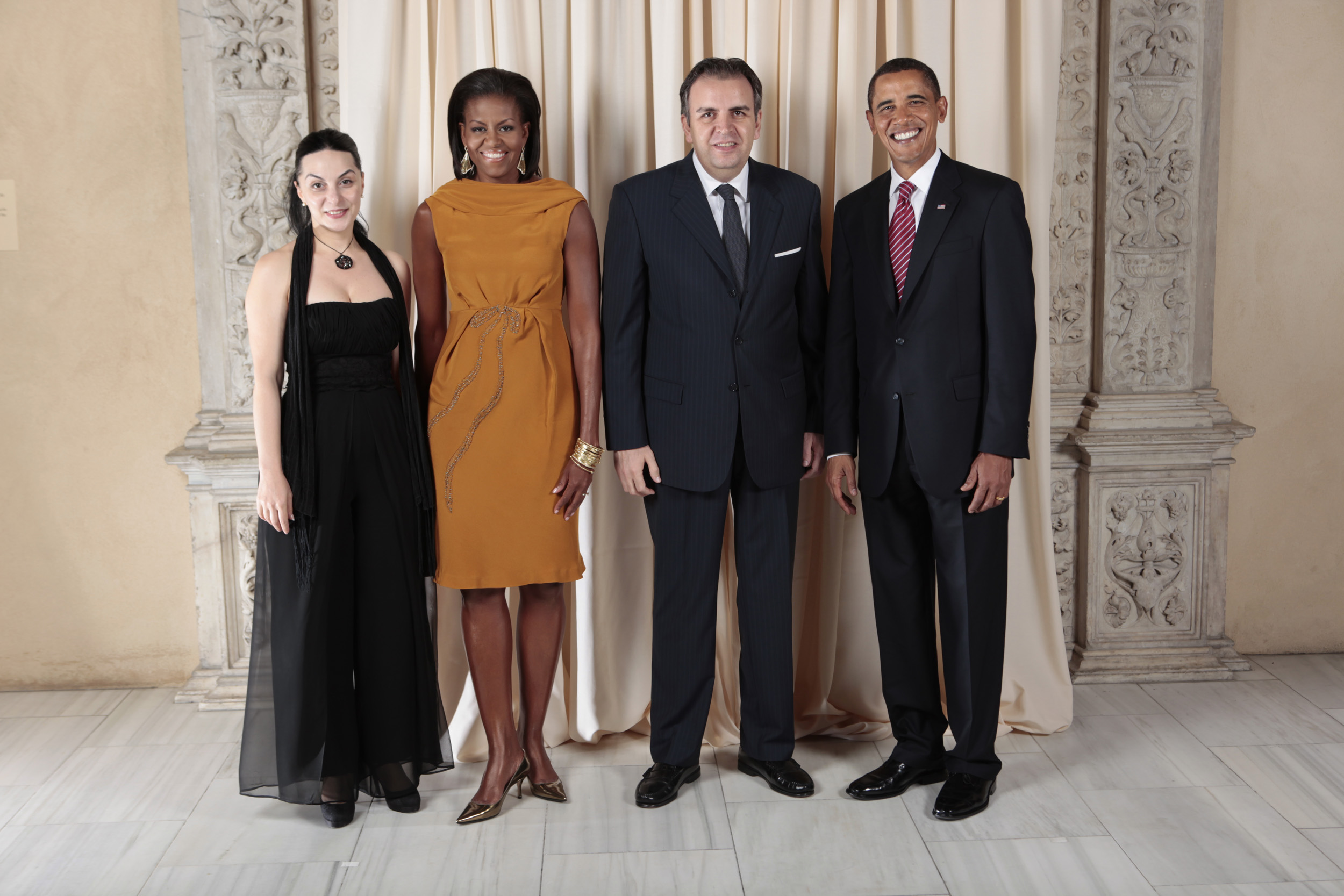

کارن آرشاکی نازاریان (ارمنی: Կարեն Արշակի Նազարյան؛  زادهٔ ۲۹ نوامبر ۱۹۶۶) یک دیپلمات، و سیاستمدار اهل ارمنستان است 

## زندگی‌نامه
در ۲۹ نوامبر ۱۹۶۶ در ایروان به دنیا آمد و از دانشگاه دولتی ایروان فارغ‌التحصیل شد. وی برنده جوایزی همچنین مدال مخیتار گش شده است.

## یادداشت
1. ↑  Սուրբ Աթոռում Հայաստանի արտակարգ և լիազոր դեսպան
2. ↑  ՀՀ արտաքին գործերի նախարարի տեղակալ
3. ↑  ՄԱԿ-ում ՀՀ մշտական ներկայացուցիչ
4. ↑  Գրիգոր Առաքելյան
5. ↑  ՄԻԱՎՈՐՎԱԾ ԱԶԳԵՐԻ ԿԱԶՄԱԿԵՐՊՈՒԹՅՈՒՆ